# Makrophyten
Makrophyten sind Gewächse, die auf Grund ihrer Größe als einzelnes Exemplar mit bloßem Auge sichtbar sind. Im weitesten Sinn sind es alle Streptophyta. Der Begriff Makrophyten wird meist im Zusammenhang mit limnischen Ökosystemen verwendet und wird dann auf die Wasserpflanzen angewendet. Diese umfassen die höheren Wasserpflanzen und die Armleuchteralgen. Zu den Wasserpflanzen werden im engeren Sinn nur die aquatischen Makrophyten, also die submers (untergetaucht) lebenden gezählt, im weiteren Sinn auch die lediglich unter dem Wasserspiegel wurzelnden. Im Gegensatz zu Makrophyten stehen Mikrophyten, nur unter der Lupe oder dem Mikroskop sichtbare Pflanzen.